# Ultraleichtschein
Der Ultraleichtschein ist die österreichische Erlaubnis für Ultraleichtpiloten, die zum Führen von Ultraleichtluftfahrzeugen berechtigt. Sie ist grundsätzlich, aufgrund der nationalen Regelung für Luftsportgeräte in Europa, auf in Österreich zugelassene Ultraleichtluftfahrzeuge im österreichischen Luftraum beschränkt. Einzelheiten des Ultraleichtscheins sind in der Zivilluftfahrt-Personalverordnung 2006 (ZVPL) geregelt.

## Klassenberechtigung

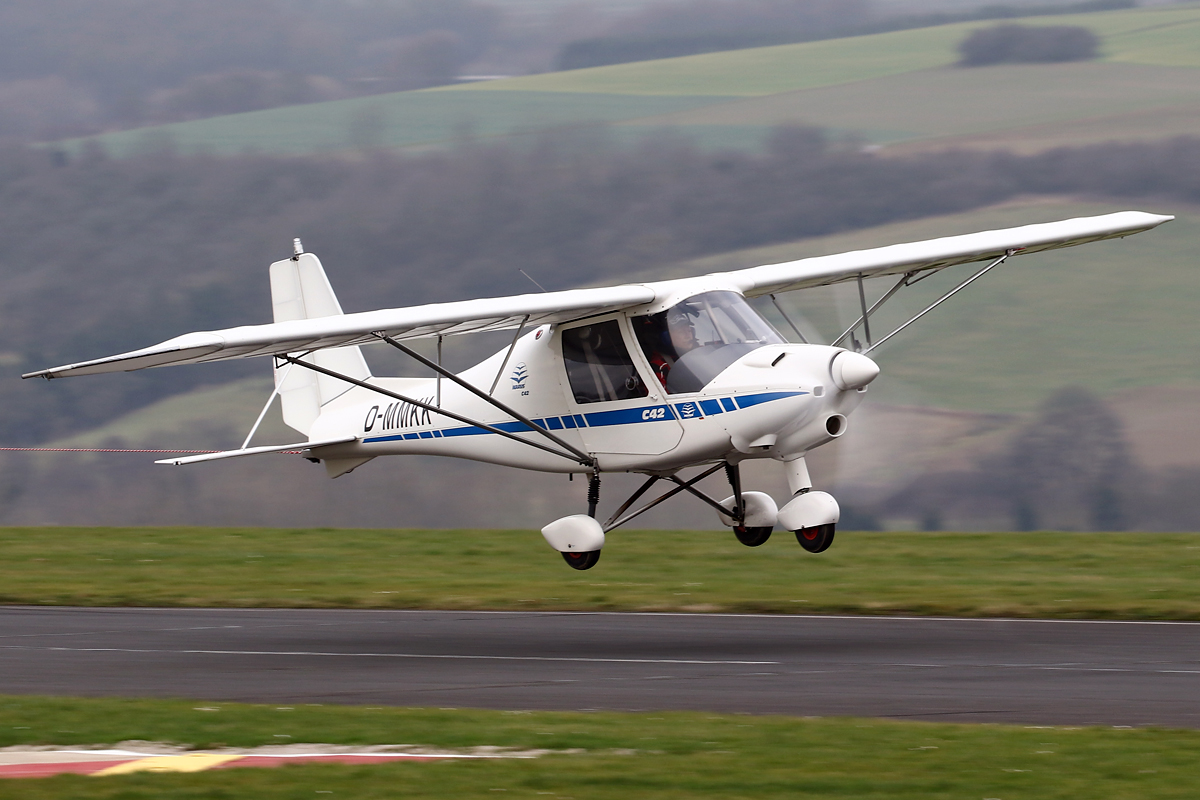
Aerodynamisch gesteuertes Ultraleichtflugzeug

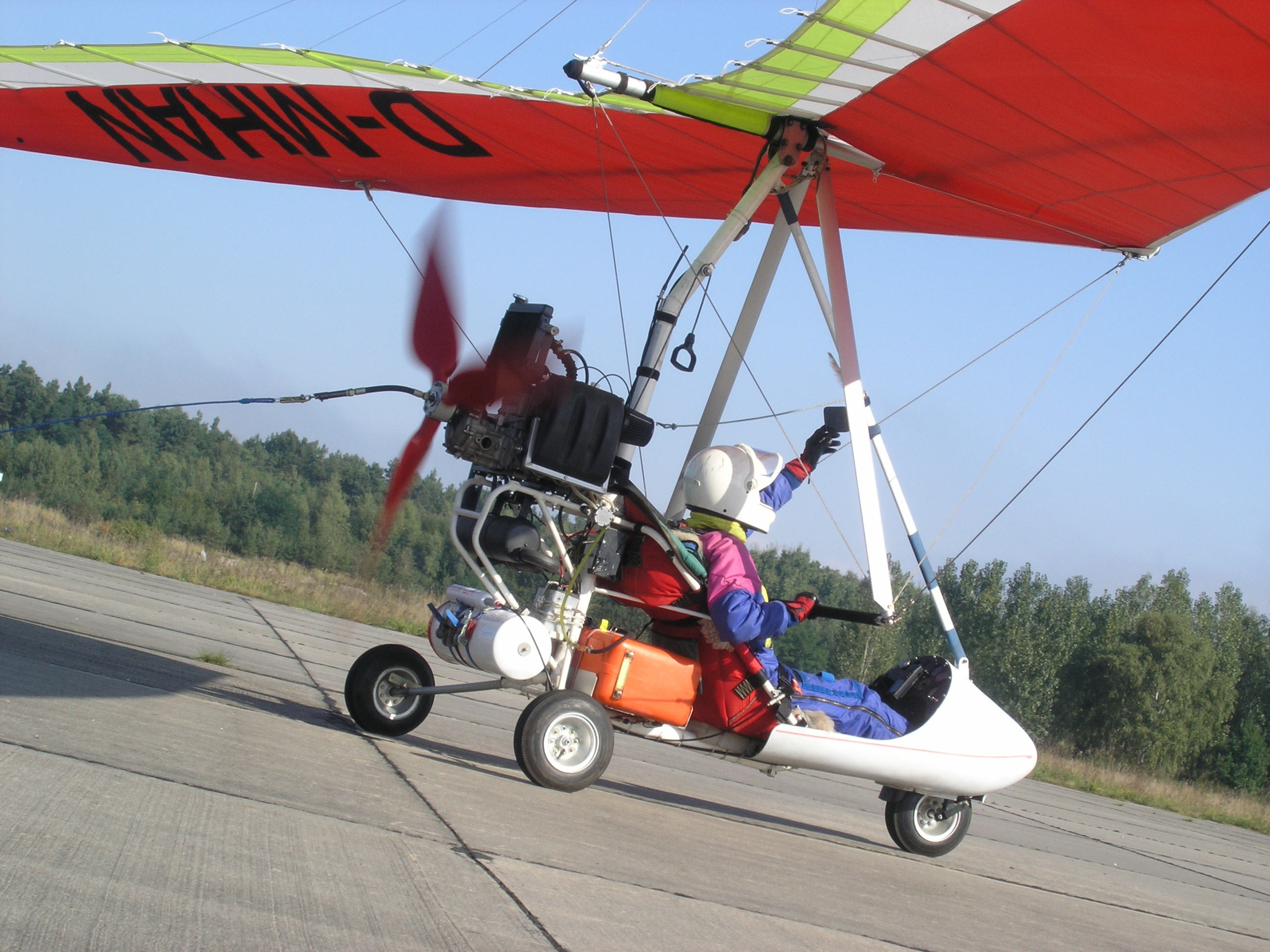
Trike als gewichtskraft gesteuertes Ultraleichtflugzeug

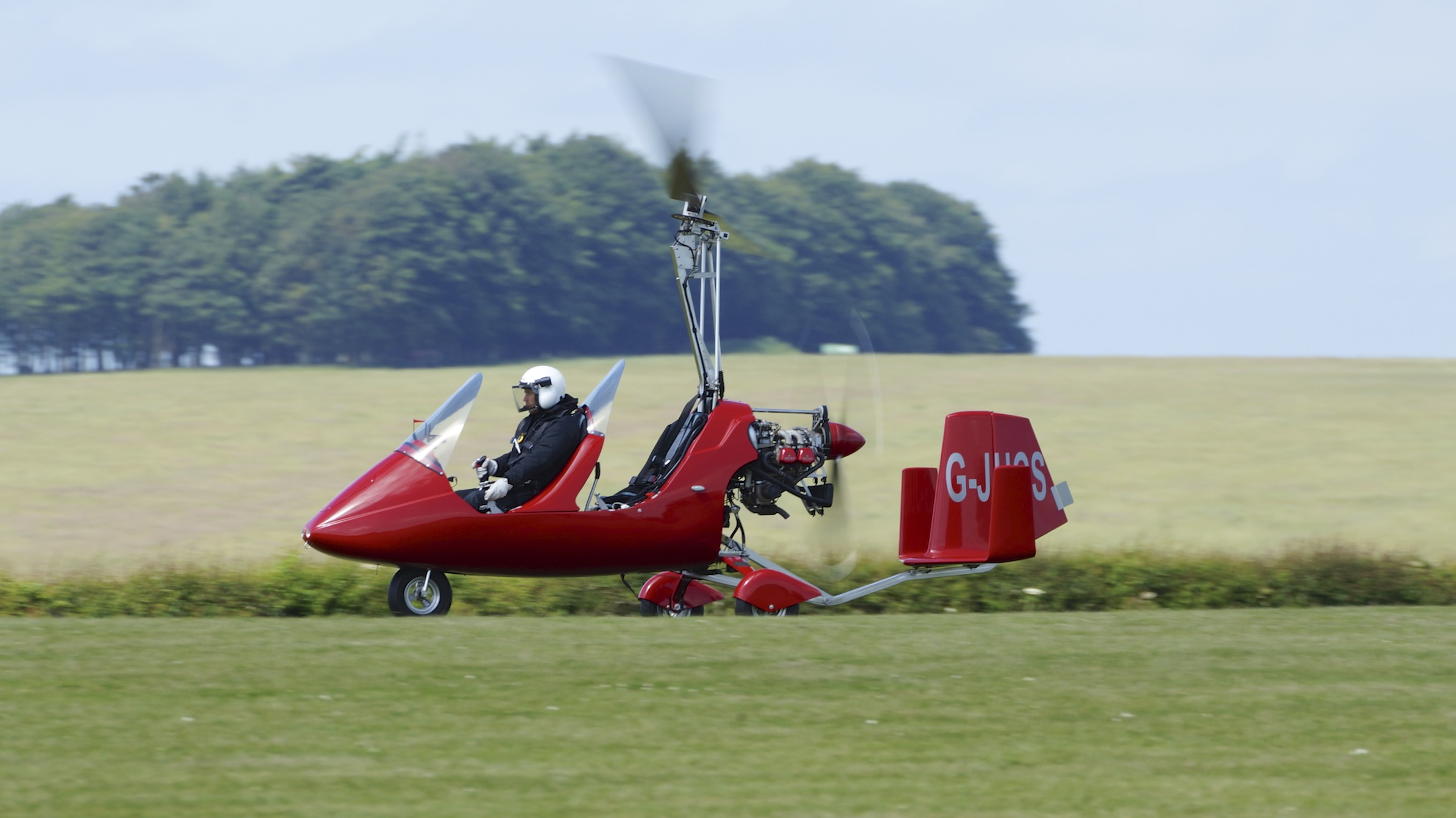
Tragschrauber

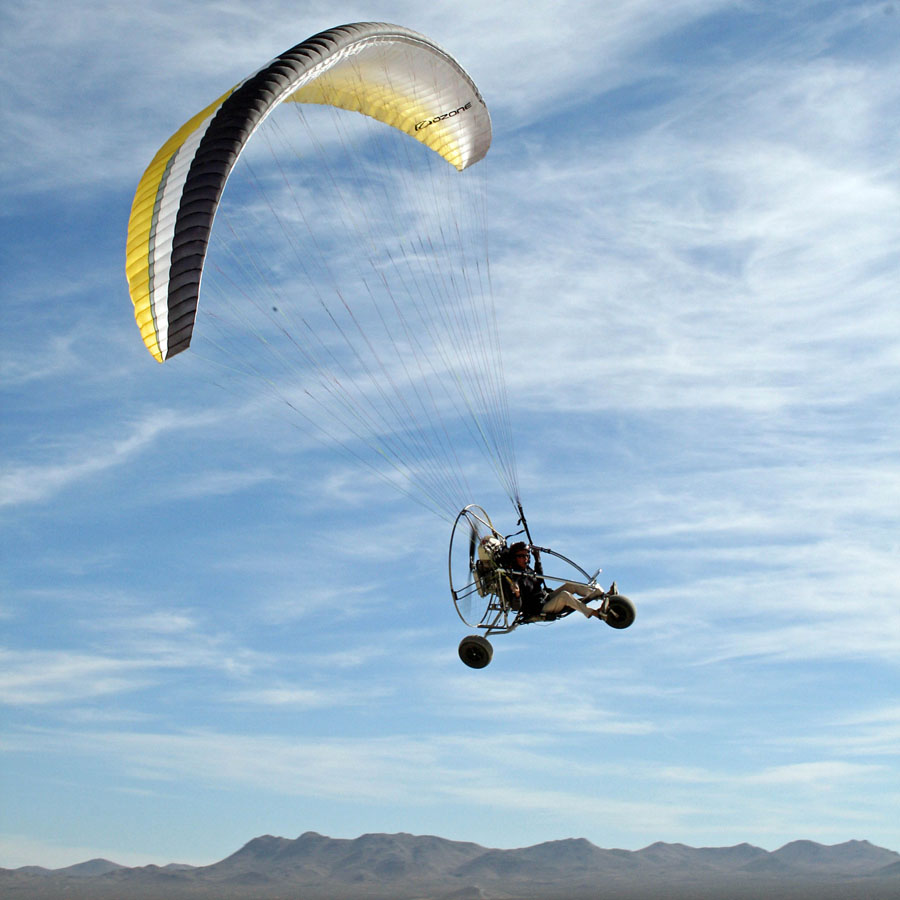
Motorgleitschirm

Nach § 24a ZLPV gibt es eine Klassenberechtigung für folgende Ultraleichluftfahrzeuge:
- Aerodynamisch gesteuerte Ultraleichtflugzeug (UL/A)
- Gewichtskraft gesteuerte Ultraleichtflugzeuge (UL/G)
- Tragschrauber (UL/T)
- Motorgleitschirme über 120 kg (UL/M)

## Ausbildung
Die Aufgaben der Regelung für Ausbildung und Prüfung für Ultraleichtluftfahrzeuge wurden per Verordnung des Bundesministeriums für Wissenschaft und Verkehr an den Österreichischen Aero-Club übertragen. Dieser ist damit eine Zivilluftfahrtbehörde 1. Instanz für die Verwaltung der Ultraleichtscheine.  
Das Mindestalter als Ultraleichtpilot beträgt nach § 3 ZPLV 17 Jahre. Ein Flugschüler darf erst dann Alleinflüge durchführen, wenn er ein fliegerärztliches Tauglichkeitszeugnis mindestens für LAPL besitzt.
Die Ausbildung gliedert sich in einen theoretischen und einen praktischen Teil mit jeweils anschließender Prüfung. Die theoretische Ausbildung umfasst:
- Luftrecht
- Menschliches Leistungsvermögen
- Meteorologie
- Kommunikation einschließlich Durchführung des Sprechfunkverkehrs
- Aerodynamik
- Betriebliche Verfahren
- Flugleistung und Flugplanung
- Allgemeine Luftfahrzeugkunde
- Navigation

In der praktischen Prüfung zum Ultraleichtpilot muss der Flugschüler nachweisen, dass er die notwendigen Verfahren und Manöver beherrscht. Die praktische Ausbildung umfasst
- Starts und Landungen auf Flugplätzen
- Notlandeübungen
- Einweisung in besondere Flugzustände und Notfälle
- Überlandflüge mit und ohne Fluglehrer
- für die Klassenberechtigung UL/A und UL/G mindestens 30 Stunden, dabei 10 Stunden Alleinflug des Flugschülers
- für die Klassenberechtigung UL/T mindestens 35 Stunden, dabei 
  - 150 Landungen mit Tragschraubern,
  - 10 Flugstunden in Begleitung eines Fluglehrers,
  - 5 Flugstunden im Alleinflug,
  - 20 Landungen im Alleinflug,
- für die Klassenberechtigung UL/M eine
  - Grundberechtigung für Hängegleiter und Paragleiter
  - praktische Grundausbildung auf doppelsitzigen, schulungstauglichen Motorgleitschirmen
  - Mindestens 30 Starts und Landungen mit Motorgleitschirmschirmen

## Aufrechterhaltung und Verlängerung
Die Klassenberechtigung für Ultraleichtluftfahrzeuge ist für zwei Jahre gültig. Für die Aufrechterhaltung sind bestimmte Bedingungen zu erfüllen:

### Klassenberechtigung UL/A
- Während der vergangenen 24 Monate 25 Stunden als Pilot auf aerodynamisch gesteuerten Ultraleichtflugzeugen, Motorseglern oder einmotorigen Motorflugzeugen, davon 10 Stunden in den letzten 12 Monaten
- Bei einem mindestens einstündigen Übungsflug mit Fluglehrer innerhalb der letzten 12 Monate reduziert sich die Zahl auf 12 Stunden
- 12 Starts und 12 Landungen in dem Zeitraum

### Klassenberechtigung UL/G
- Während der vergangenen 24 Monate 12 Stunden als Pilot auf gewichtskraftgesteuerten Ultraleichtflugzeugen
- 6 Stunden innerhalb der letzten 12 Monate
- 12 Starts und 12 Landungen

### Klassenberechtigung UL/T
- Während der vergangenen 24 Monate 12 Stunden als Pilot auf Tragschraubern
- 6 Stunden innerhalb der letzten 12 Monate
- 12 Starts und 12 Landungen
- Übungsflug von einer Stunde Flugzeit mit Fluglehrer

### Klassenberechtigung UL/M
- Während der vergangenen 24 Monate mindestens 30 Starts und 30 Landungen als Pilot mit Motorgleitschirmen
- davon innerhalb der letzten 12 Monate 10 Starts und 10 Landungen

Die Flugstunden, Starts und Landungen sind in einem Flugbuch aufzuzeichnen und durch einen Vermerk eines Prüfers im Flugbuch zu beurkunden. Eine Kopie des Prüfvermerks ist der zuständigen Luftfahrtbehörde zu übermitteln. 

### Weitere Berechtigung
Um Passagiere mitnehmen zu dürfen, sind für die Klassenberechtigung UL/A, UL/G und UL/T nach Erwerb des Ultraleichtscheins 10 Flugstunden als verantwortlicher Pilot notwendig. Bei der Klassenberechtigung UL/M sind es 100 Landungen mit Motorschirm nach dem Erwerb der entsprechenden Klassenberechtigung an mindestens 20 Tagen.
Weitere Berechtigungen sind Schleppberechtigung, Kunstflugberechtigung, Lehrberechtigung und Prüfer für Ultraleichtpiloten.